# Antonio Ferraro (pallavolista)
Antonino Ferraro (Lamezia Terme, 13 gennaio 1973) è un pallavolista italiano.
Gioca nella Volo Virtus Lamezia nel ruolo di libero.

## Palmarès
| Anno | Competizione    | Squadra |
| ---- | --------------- | ------- |
| 2003 | Coppa Italia A2 | Callipo |
| 2003 | Scudetto A2     | Callipo |
| 2007 | Volley in Tour  | Callipo |